# Émile Jamar
Émile Walthère Melchior Jamar (Ans-et-Glain, 10 september 1831 - Luik, 17 juni 1896) was een Belgisch volksvertegenwoordiger.

## Levensloop
Hij was een zoon van Walthère Jamar, koolmijnenuitbater en van Adelaïde Ghysens. Hij trouwde met Marie-Barbe Delame.
Jamar studeerde rechten (1856-1857) aan de Universiteit van Luik. Zoals zijn vader bestuurde hij koolmijnen.
Hij was gemeenteraadslid van Ans-et-Glain van 1856 tot 1860 en schepen in 1859-1860. Hij was provincieraadslid van 1857 tot 1873.
In juli 1873 werd hij liberaal volksvertegenwoordiger voor het arrondissement Luik en vervulde dit mandaat tot in 1882.